# Prepona elevata
Prepona elevata är en fjärilsart som beskrevs av Anton Heinrich Fassl 1913. Prepona elevata ingår i släktet Prepona, och familjen praktfjärilar. Inga underarter finns listade i Catalogue of Life.